# ストゥルオハ
ストゥルオハ (ロシア語: Сутуруоха; サハ語: Сутуруоха)とは、ロシア連邦サハ共和国アビー地区ウラサラフ農村居住区域にある村。地区の中心地であるベラヤ・ゴラの3km西に位置する。人口は425人（2017年）。